# Hector Servadac
Hector Servadac (ou Heitor Servadac) é um livro do escritor francês Júlio Verne, publicado em 1877.

## Sinopse
Os franceses Heitor Servadac, capitão do Estado Maior, e a sua ordenança Ben-Zouf, encontram-se em serviço na Argélia, quando, na madrugada de 1 de Janeiro de 18.., após um fenómeno natural de grande escala, dão por si numa "Terra" muito alterada: o seu peso diminuiu (mas não a sua massa); o movimento aparente do Sol passou-se a realizar em sentido inverso (de ocidente para oriente); a atmosfera tornou-se rarefeita; o dia solar passou a durar apenas seis horas; a temperatura de ebulição da água desceu para quase metade; etc.
Depois de encontrarem mais alguns sobreviventes, e de uma viagem de circum-navegação, descobriram que não se encontram sobre a Terra, mas antes sobre um cometa que roçara o planeta Terra, mais especificamente sobre a região do Mar Mediterrâneo, e que este resgatara a partir da sua força de atração gravítica, a atmosfera e minúsculas fracções dos continentes Europeu e Africano.
Um dos sobreviventes, o astrônomo Palmyrin Rosette, determinou os elementos keplerianos (5 quantidades, da mecânica celeste, que definem uma órbita) do cometa, batizado por este de Gália, ficando os sobreviventes a saber que este cometa voltaria a cruzar-se com a Terra dois anos depois.
Este livro conta as aventuras destes "astronautas involuntários" através do sistema solar até ao seu regresso ao planeta Terra.

## Localização
Os protagonistas deste romance de Júlio Verne desembarcaram-se no penhasco de La Mola, em Espanha, como anuncia uma placa comemorativa no local. 